# 河北橋
河北橋（かほくばし）は、山形県西村山郡河北町にある最上川に架かる橋。

## 概要
山形県道25号寒河江村山線が通る。河北町の北東、東根市との境付近に位置する。大きさの異なる2つの赤色のアーチが使われた構造である。歩道橋も別に併設されている。

## 橋の誕生まで
河北橋は1966年に開通した。橋ができる前は渡し船が移動手段であった。運休時には子供が学校に通えないなどの問題が発生し、1929年には舟が転覆し、11人が死亡する事故も発生している。地元では早い架橋を望む声が強かったという。

## 周辺
- 海老鶴温泉
- 東根北インターチェンジ